# Palackého náměstí (Brno)
Palackého náměstí je náměstí v brněnské městské části Brno-Řečkovice a Mokrá Hora, v katastrálním území Řečkovic. Nalézá se na něm farní kostel svatého Vavřince a úřad městské části Brno-Řečkovice a Mokrá Hora a nedaleko severně leží řečkovický hřbitov.
Vlastní náměstí je tvořeno parkem, v němž se nachází památný strom javor stříbrný a pomník padlých ve světových válkách. V minulosti se v místě parku rozkládal rybník, v severní části náměstí býval pivovar. Část jeho areálu dnes slouží k pořádání kulturních akcí (např. Vavřinecké hody).
Pod pivovarem se nachází rozsáhlý komplex historického podzemí.  V roce 2022 vyvstala veřejná debata o revitalizaci hodového areálu a sanaci sklepů, přičemž by většina podzemí byla zalita směsí betonu a popílku. Na podporu zachování celého řečkovického podzemí vznikla petice, která podporuje žádost Spolku Za zdravé Řečkovice o zápis sklepních prostor pod bývalým pivovarem do seznamu kulturních památek ČR.
Náměstí je pravidelně dopravně obsluhováno autobusovými linkami Brněnské MHD s čísly 42, 65 a 70 a noční linkou číslo 90.